# Eléna Wexler-Kreindler
Eléna Wexler-Kreindler (* 15. Oktober 1931 in Brăila, Königreich Rumänien; † August 1992 in Paris, Frankreich) war eine rumänische Mathematikerin und Hochschullehrerin. Sie war Professorin an der Universität Pierre und Marie Curie und forschte auf dem Gebiet der modernen Algebra.

## Leben und Werk
Kreindler war die Tochter von Oscar Kreindler, der als Professor für Mathematik am Polytechnikum in Brăila lehrte. 1951 erhielt sie ein Stipendium und verbrachte die nächsten vier Jahre in der UdSSR, um Mathematik an der Staatlichen Technischen Universität des Uralgebiets in Swerdlowsk zu studieren. 1955 schrieb sie bei Pjotr Grigorjewitsch Kontorowitsch eine Masterarbeit über Multiplikative Gitter mit additiver Basis. An der Fakultät für Mathematik am Polytechnischen Institut in Bukarest forschte sie dann als Assistenzprofessorin unter der Leitung von Grigore Moisil und promovierte in Mathematik zur Theorie der pseudolinearen Operatoren. 1969 wurde sie zur außerordentlichen Professorin befördert. Sie heiratete den Mathematiker Dinu Wexler und änderte ihren Namen in Eléna Wexler-Kreindler. 
1972 verließ sie Rumänien mit ihrem Ehemann und zog nach Frankreich. In Paris lehrte sie an der Universität Pierre und Marie Curie, wo sie zur außerordentlichen Professorin und 1989 zur Associate Professorin befördert wurde. Ein Jahr später habilitierte sie sich in Mathematik, was ihr im französischen Bildungssystem die Betreuung von Doktoranden ermöglichte. Ihre eigenen Forschungsinteressen konzentrierten sich auf einige Probleme in der modernen Algebra wie Ore-Erweiterungen, die Theorie der gefilterten Ringe oder die algebraische Mikrolokalisierung.

## Veröffentlichungen (Auswahl)
- On the principal ideals of a lattice. Bul. Inst. Politehnic 22, 1960, S. 19–24 (in Russisch)
- Sur un operateur de derivation dans les modules unitaires et dans les espaces vectoriels, Bul. Inst.Politechnic 27, 1965, S. 27–36
- Catégories abéliennes avec objets principaux. 1973
- mit Marie-José Bertin: Algèbre commutative (französisch). Dunod, 1997, ISBN  978-2225808258
- Anneaux filtrés complets et suites spectrales. 1982
- Skew power series rings and some homological properties of filtered rings, Ring theory. Antwerp 1980, Springer-Verlag, L.N. 825, S. 198–209.
- Polynômes de Ore, séries formelles tordues et anneaux filtrés complets héréditaires. Communications in Algebra, 8 (4), 1980, S. 339–371.